# Chapter 3
《Chapter 3》는 대한민국의 음악 그룹 god의 세 번째 정규앨범이다. 타이틀 곡 〈거짓말〉에는 영화배우 전지현이 나레이션으로 참여하였으며, 그녀는 〈난 사랑을 몰라〉에서도 나레이션을 맡았다.
2000년 12월 30일에 열린 KBS 가요대상 시상식에서 god는 대상을 수상하게 된다.

## 수록곡
| #            | 제목                        | 작사           | 작곡                          | 편곡  | 재생 시간 |
| ------------ | --------------------------- | -------------- | ----------------------------- | ----- | --------- |
| 1.           | 〈파리〉 (Intro)            | 박진영         | 배진렬                        | 1:17  |           |
| 2.           | 〈촛불 하나〉               | 박진영         | 박진영                        | 3:31  |           |
| 3.           | 〈니가 필요해〉             | 박진영         | 방시혁                        | 3:24  |           |
| 4.           | 〈거짓말〉                  | 박진영         | 박진영                        | 4:02  |           |
| 5.           | 〈돌아와 줘〉               | 박진영         | 윤승환, 박충민, 누노 베텐코트 | 3:09  |           |
| 6.           | 〈나와 함께 춤을 춰〉       | 박진영         | 박진영                        | 3:57  |           |
| 7.           | 〈왜〉                      | 박진영, 방시혁 | 방시혁                        | 3:55  |           |
| 8.           | 〈god 파티〉                | 박진영, god    | 박진영                        | 3:41  |           |
| 9.           | 〈장미의 전쟁〉             | 박진영         | 방시혁                        | 3:17  |           |
| 10.          | 〈난 사랑을 몰라〉          | 박진영         | 배진렬                        | 4:16  |           |
| 11.          | 〈사랑이 영원하다면〉       | 박진영         | 방시혁                        | 3:24  |           |
| 12.          | 〈하늘색 풍선〉             | 박진영, god    | 방시혁                        | 3:37  |           |
| 13.          | 〈촛불하나〉 (Instrumental) |                | 박진영                        | 3:31  |           |
| 총 재생 시간 | 총 재생 시간                | 총 재생 시간   | 총 재생 시간                  | 46:01 |           |

- 〈돌아와 줘〉는 익스트림의 More Than Words을 인용하였다.

## 참여
이 목록은 해당 앨범의 부클릿 〈Staff〉목록에서 발췌하였다.
| god - 박준형 - 래퍼 - 윤계상 - 보컬 - 데니 안 - 래퍼 - 손호영 - 보컬 - 김태우 - 보컬 세션 - Greg Curtis - 건반 악기(2) - 윤승환 - 건반 악기(5) - 이승환 - 건반 악기(7, 12) - 배진열 - 현악 편곡(1), 건반 악기(9) - 함춘호, Stan the Guitarman - 기타(4) - Wizard - 베이스 기타(2) - 신현권 - 베이스 기타(7, 12) - 양현, 방영호, 박종홍, 김혜은, 김우현, 황미령 - 바이올린 - 김소영 - 첼로 - 김동하 - 트럼펫 - 최선용 - 트럼본 - 장효석 - 색소폰 - 빈칸채우기, Kristle Murder, Yvonne Williams, Sueanne Carwell - 백 보컬 - 전지현 - 나레이션(4, 10) - fan god - 나레이션(12) | 스탭 - 정훈탁, 정해익 - 프로듀서 - 박진영 - 음악 프로듀서, 건반 악기(9) - god - 공동 음악 프로듀서 - 방시혁 - 공동 음악 프로듀서, 건반 악기(9), 현악 편곡(7, 12) - 김순인/김찬석(사이더스 스튜디오), 이진원/김진구(Bay 스튜디오), 남궁진(Wave 스튜디오) - 녹음 - Dave Pensado(Enterprise 스튜디오) - 녹음, 믹싱(2, 4) - 성지훈(킹 스튜디오) - 믹싱 - 임창덕(Booming 스튜디오) - 믹싱(7) - Eddy Schreyer(Oasis Mastering Studio) - 마스터링 - 박필원, 박성준, 김보형 - 매니저 - 황현경, 정미라 - 온라인 프로모션 - Andy Yoo(유재덕) - 아트 디렉터, 스타일 디렉터 - 김은진, 권성진, 이현하, 설애선 - 스타일리스트 - 싸이더스 - 이그제큐티브 프로듀서 - 고영준, 한재훈 - 사진 - 김지연, 변희수 - 앨범 디자인 - 명진아트 - 인쇄 |

## 같이 보기
- 대한민국의 역대 음반 판매량 순위 목록